# Källgroplöpare
Källgroplöpare (Elaphrus lapponicus) är en skalbaggsart som beskrevs av Leonard Gyllenhaal. Källgroplöpare ingår i släktet Elaphrus och familjen jordlöpare. Arten är reproducerande i Sverige. Inga underarter finns listade i Catalogue of Life.